# منهتن

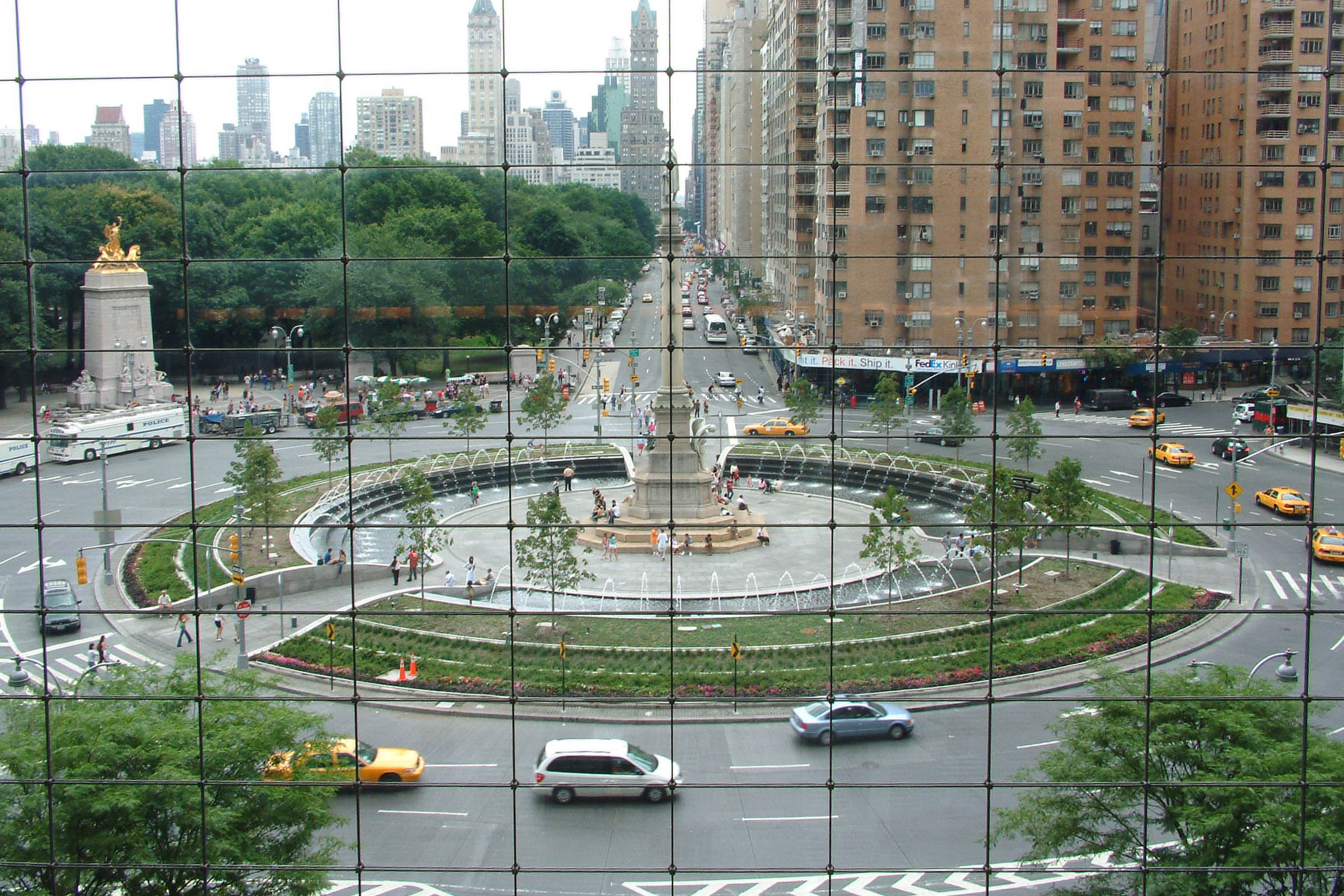
میدان کلمبوس، یکی از نمادهای اصلی و نقطه توریست‌پذیر در منهتن است.

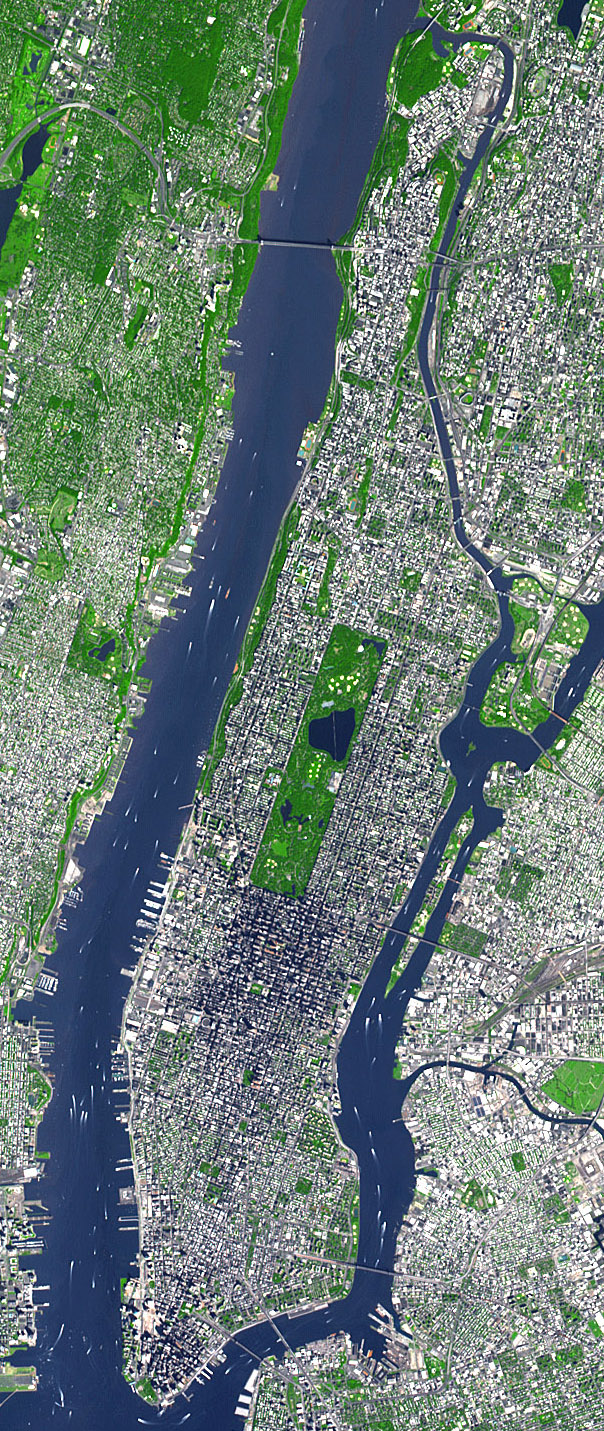
پارک مرکزی نیویورک (به شکل مستطیل) در مرکز شهر نیویورک قابل رویت است. منهتن در میانهٔ رودخانه هادسون از غرب و رودخانه شرقی از شرق قرار گرفته‌است.

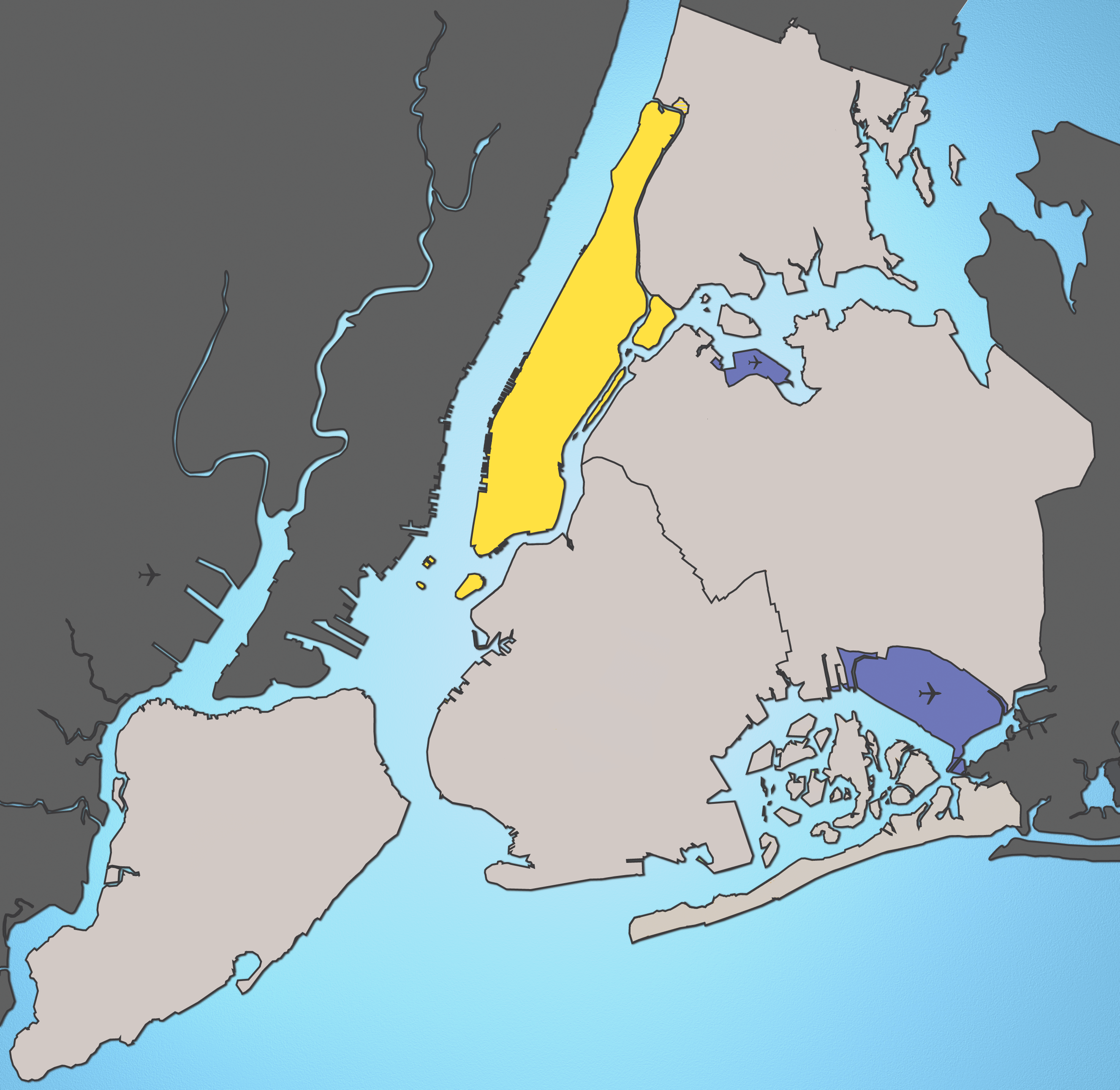
منطقه منهتن در این نقشه با رنگ زرد مشخص شده‌است.

مَنهَتِن (به انگلیسی: Manhattan) (‎/mænˈhætən/‎, ‎/mənˈhætən/‎) از بخش‌های پنج‌گانه کلان‌شهر نیویورک و مرکز اقتصادی و اداری آن، و از نظر تاریخی محل ایجاد آن است. منهتن در ۱ نوامبر ۱۶۸۳ ایجاد شده و حدود و ثغور آن با شهرستان نیویورک ایالت نیویورک یکی است. از لحاظ تراکم جمعیت، منهتن متراکم‌ترین نقطه آمریکا با ۲۵٬۸۴۶ نفر در هر کیلومتر مربع می‌باشد. سازمان ملل متحد و بازار بورس نیویورک در این قسمت قرار دارند. این بخش شامل بیشتر جزیره منهتن، محدود به رود هادسون، رودخانه ایست، و رود هارلم، چند جزیرهٔ کوچک مجاور آن؛ و محله کوچک ماربل هیلز در برانکس است که چسبیده به سرزمین اصلی ایالات متحده آمریکا است و رود هارلم آن را از بقیه منهتن جدا می‌کند. درازای منطقه منهتن ۲۵ کیلومتر است!
منهتن ریشه خود را در یک پست تجاری می‌داند که توسط استعمارگران جمهوری هلند در سال ۱۶۲۴ در منهتن سفلی تأسیس شده‌است. این پست در سال ۱۶۲۶ نیو آمستردام نامگذاری شد. از نظر تاریخی منهتن خریداری شده توسط استعمارگران هلندی از بومیان آمریکا در سال ۱۶۲۶ به مدت ۶۰ گایلدرز خریداری شده‌است که تقریباً برابر ۱۰۵۹ دلار است. این سرزمین و مناطق اطراف آن در سال ۱۶۶۴ تحت کنترل انگلیس قرار گرفت و پس از اعطای زمین چارلز دوم پادشاه انگلیس به |برادرش، دوک یورک، به نیویورک تغییر نام یافت. نیویورک، واقع در منهتن کنونی، از سال ۱۷۸۵ تا ۱۷۹۰ به عنوان پایتخت ایالات متحده استفاده می‌شد. مجسمه آزادی که شاید مهم‌ترین نماد ایالات متحده آمریکا باشد و در سال ۱۸۸۶ به منظور خوش‌آمدگویی به تازه‌واردان و مهاجران ساخته شد نیز در منطقه منهتن قرار دارد.
مجسمه آزادی از میلیون‌ها مهاجر که در اواخر قرن نوزدهم با کشتی به آمریکا آمدند استقبال کرد و نمادی جهانی از ایالات متحده و آرمان‌های آزادی و صلح آن است. منهتن در طی ادغام شهر نیویورک در سال ۱۸۹۸ به یک بخش تبدیل شد.
بسیاری از مناطق و مکانهای دیدنی منهتن به خوبی شناخته شده‌است، زیرا شهر نیویورک در سال ۲۰۱۷ رکورد ۶۲٫۸ میلیون گردشگر را پذیرفته‌است و منهتن میزبان سه مورد از ۱۰ جاذبه گردشگری پر بازدید جهان در سال ۲۰۱۳ است: میدان تایمز، پارک مرکزی نیویورک و ترمینال گراند سنترال. این منطقه میزبان بسیاری از پلهای برجسته مانند پل بروکلین، پل منهتن، پل ویلیامزبورگ، پل کوئینزبورو، پل تریبورو و پل جرج واشینگتن است. تونل‌هایی مانند تونل‌های هلند و لینکلن؛ آسمان خراش‌هایی مانند ساختمان امپایر استیت، ساختمان کرایسلر و مرکز تجارت جهانی یک؛ و پارک‌هایی مانند پارک مرکزی. محله چینی‌ها دارای بالاترین میزان تمرکز مردم چین در نیمکره غربی است و مسافرخانه استون وال در دهکده گرینیچ، بخشی از بنای یادبود ملی استون وال، زادگاه جنبش مدرن حقوق همجنسگرایان محسوب می‌شود. شهر نیویورک در منتهی‌الیه جنوب منهتن تأسیس شد، و در محله شهرداری خانه نیویورک، مقر دولت این شهر واقع شده‌است. کالج‌ها و دانشگاه‌های زیادی در منهتن واقع شده‌اند، از جمله دانشگاه کلمبیا، دانشگاه نیویورک، کورنل تک، کالج پزشکی ویل کرنل و دانشگاه راکفلر، که در میان ۴۰ برتر جهان قرار گرفته‌اند.
ساختمان‌های مرکز تجارت جهانی که در حملات یازدهم سپتامبر فرو ریختند، در قسمت جنوب غربی این منطقه قرار داشتند. در محل آن‌ها ساختمان‌های جدیدی به همراه یک بنای یادبود و «مرکز بین‌المللی آزادی» احداث شد.

## نام‌شناسی
نام منهتن از اصطلاح زبان Munsee Lenape manaháhtaan گرفته شده‌است (جایی که manah- به معنی "جمع شدن" ،aht- به معنی "کمان" است، و -aan یک عنصر انتزاعی است که برای تشکیل ساقه فعل استفاده می‌شود). کلمه Lenape به عنوان "مکانی که در آن کمان می‌گیریم" یا "محلی برای جمع کردن کمان‌ها (چوب برای ساخت)" ترجمه شده‌است. طبق یک سنت مونزی که در قرن نوزدهم ثبت شده‌است، این جزیره به این دلیل برای نخلستان درختان درخت هیریک در انتهای پایین نامگذاری شده‌است که برای ساختن کمان ایده‌آل محسوب می‌شد. این اولین بار به صورت Manna-hata، در دفترچه ثبت ۱۶۰۹ رابرت جوت، افسر قایق تفریحی هنری هادسون Halve Maen (نیمه ماه) ثبت شد. نقشه ۱۶۱۰ این نام را Manna-hata نشان می‌دهد، دو بار، در دو طرف غربی و شرقی رود موریس (که بعداً رود هادسون نام گرفت). ریشه‌شناسی جایگزین در فرهنگ عامیانه شامل «جزیره بسیاری از تپه‌ها»، «جزیره ای که همه ما در آن مست شدیم» و به سادگی «جزیره»، و همچنین یک عبارت توصیف کننده از گرداب در دروازه جهنم.

## تاریخچه
منطقه ای که اکنون منهتن است مدتها توسط بومیان آمریکای لناپ ساکن بوده‌است. در سال ۱۵۲۴، Giovanni da Verrazzano، کاشف فلورانس، قایقرانی در خدمت پادشاه فرانسه، فرانسیس اول - اولین اروپایی مستند بود که از منطقه ای که به شهر نیویورک تبدیل می‌شود بازدید می‌کند. وی با اشاره به نام خانوادگی پادشاه فرانسیس اول که از آنگولیم فرانسه گرفته شده بود، وارد تنگه جزر و مدی شد که اکنون به عنوان «باریک‌ها» شناخته می‌شود و زمین اطراف بندر علیا نیویورک را «آنگولمه جدید» نامید. او به اندازه کافی به بندرگاه رفت تا رودخانه هادسون را مشاهده کند، رودخانه ای که در گزارش خود به پادشاه فرانسه به عنوان «رودخانه بسیار بزرگ» از آن یاد کرد. و نام خلیج سانتا مارگاریتا - که امروزه خلیج نیویورک فوقانی است - را به نام مارگریت دو ناوارا، خواهر بزرگ پادشاه نامگذاری کرد.
از زمان سفر هنری هادسون، مرد انگلیسی که در شرکت هلندی هند شرقی کار می‌کرد، بود که نقشه منطقه تهیه شد. هادسون در سال ۱۶۰۹ به جزیره منهتن و مردم بومی ساکن آنجا برخورد کرد و رودخانه ای را ادامه داد که بعداً نام او را به نام رود هادسون برپا داشت تا اینکه به محل آلبانی کنونی رسید.
حضور دایمی اروپا در هلند جدید از سال ۱۶۲۴ با تأسیس شهرک تجارت خز هلند در جزیره فرمانداران آغاز شد. در سال ۱۶۲۵، ساخت و ساز در ارگ فورت آمستردام در جزیره منهتن، که بعداً New Amsterdam (Nieuw Amsterdam) نامیده می‌شود، در منطقه ای که اکنون منهتن سفلی است، آغاز شد. تأسیس قلعه آمستردام در سال ۱۶۲۵ در نوک جنوبی جزیره منهتن به عنوان تولد شهر نیویورک شناخته شده‌است.

## خیابان‌های مهم منهتن
- خیابان وال استریت (Wall Street)
- خیابان برادوی (Broadway)
- خیابان پنجم (Fifth Avenue)
- خیابان ششم (Sixth Avenue)
- خیابان هفتم (Seventh Avenue)
- خیابان بیست و سوم (23rd Street)
- خیابان بیست و ششم (26th Street)
- خیابان سی و چهارم (34th Street)
- خیابان پنجاه و دوم (52nd Street)

## میدان‌های مشهور منهتن
- تایمز اسکوئر (Times Square)
- مدیسون اسکوئر (Madison Square)
- راکفلر سنتر (Rockefeller Center)

## تاریخچهٔ جزیره منهتن
گفته می‌شود این جزیره را استعمارگران هلندی و شخصی به نام پیتر مینوت در سال ۱۶۲۶ از سرخ پوستان بومی آن در قبال ۶۰ گیلدر هلندی آن زمان خریداری کردند.
منهتن روی زمین سنگی بنا شده‌است.